# Abergement (droit féodal)
Pour les articles homonymes, voir Abergement (homonymie).
Synonyme de « Abergement (droit féodal) » : Amodiation (en Suisse romande).
Un abergement est un contrat de longue durée par lequel un vassal remet une terre à une personne pour la cultiver moyennant un prix convenu, ainsi qu’un cens en général annuel en argent ou en nature. Cet acte est parfois confondu avec l'emphytéose.
- La « personne » qui reçoit la terre est appelée l'abergataire (ou amodiateur).
- En Suisse romande, en Franche-Comté et en Savoie, ce terme est à l'origine de nombreux toponymes.
- On trouve parfois « abergeage » dans les textes.